# غلستان (قلعة خواجة)
غلستان (بالفارسية: گلستان) هي منطقة سكنية تقع في إيران في قسم قلعة خواجة الريفي.